# Richie Williams
Richard Williams (Middletown Township, New Jersey, 3 de junho de 1970) é um ex-futebolista profissional estadunidense que atuava como meia.

## Carreira
Richie Williams se profissionalizou no Buffalo Blizzard, equipe indoor.

## Seleção
Richie Williams integrou a Seleção Estadunidense de Futebol na Copa das Confederações de 1999.

## Títulos
Estados Unidos
- Copa Ouro da CONCACAF de 2002